# Venzone
Venzone – miejscowość i gmina we Włoszech, w regionie Friuli-Wenecja Julijska, w prowincji Udine.
W katedrze w Venzone pochowany jest książę Bolesław bytomski, ostatni z linii Piastów bytomskich.
W 2017 Venzone zostało uznane za najpiękniejsze miasteczko we Włoszech, w konkursie telewizji RAI.